# Qizhen (sockenhuvudort i Kina, Shaanxi, lat 34,21, long 107,71)
Qizhen är en sockenhuvudort i Kina. Den ligger i provinsen Shaanxi, i den nordvästra delen av landet, omkring 110 kilometer väster om provinshuvudstaden Xi'an. Antalet invånare är 29 683. Befolkningen består av 14 427 kvinnor och 15 256 män. Barn under 15 år utgör 13,0 %, vuxna 15-64 år 77 %, och äldre över 65 år 9,0 %.
Runt Qizhen är det tätbefolkat, med 343 invånare per kvadratkilometer. Närmaste större samhälle är Shoushan, 8,0 km norr om Qizhen. Trakten runt Qizhen består till största delen av jordbruksmark.
Genomsnittlig årsnederbörd är 730 millimeter. Den regnigaste månaden är september, med i genomsnitt 159 mm nederbörd, och den torraste är december, med 2 mm nederbörd.